# Zee van Sardinië
De Zee van Sardinië of Sardijnse zee is een zee van de Middellandse Zee en ligt tussen de Spaanse archipel van de Balearen en het Italiaanse eiland Sardinië. Ten westen van de zee ligt de Balearische Zee, naar het noordwesten de Golfe du Lion, naar het noordoosten de Ligurische Zee en naar het oosten de Tyrreense Zee.
Het diepste punt ligt op ongeveer 3000 meter, ongeveer 150 kilometer ten noordwesten van het eiland Menorca.

## Erkenning
De Internationale Hydrografische Organisatie definieert het gebied als generiek deel van de Middellandse Zee, in het westelijke bekken. Het herkent het label Zee van Sardinië niet.